# Jurty
Jurty – osiedle typu miejskiego w Rosji, w obwodzie irkuckim. W 2010 roku liczyło 5301 mieszkańców.